# American Dragon: Jake Long
American Dragon: Jake Long är en amerikansk-koreansk animerad TV-serie producerad av Disney Channel. Det sista avsnittet visades den 1 september 2007.
Serien handlar om en trettonårig skejtande hiphopwannabe som heter Jake Long, det hans vänner dock inte vet om är att han i sina gener har stora drakkrafter som han använder för att beskydda New Yorks magiska varelser från förintelse och andra faror. Detta ger honom problem bland annat i skolan och serien visar hur svårt det är att vara "American Dragon".
Till den andra säsongen användes samma animeringslag som animerar Kim Possible, och manusförfattaren också byttes ut.

## Röstskådespelare
- Dante Basco - Jake Long
- Keone Young - Luong Lao Shi
- John DiMaggio - Fu Dog
- Charlie Finn - Arthur P. "Spud" Spudinski
- Kali Troy - Trixie Carter
- Mae Whitman - Rose/Fångstflickan
- Amy Bruckner - Haley Long